# Gustl Gstettenbaur
Gustl Gstettenbaur, född 1 mars 1914 i Straubing, Bayern, Kejsardömet Tyskland, död 20 november 1996 i Hindelang, Bayern, Tyskland, var en tysk skådespelare. Under Weimarrepublikens sista tid var han en av Tysklands flitigast anlitade barn- och ungdomsskådespelare i komedifilmer. Gstettenbaur återkom till film och senare TV efter andra världskriget och arbetade som skådespelare fram till mitten av 1970-talet.

## Filmografi, urval
- 1928 – Der Piccolo vom Goldenen Löwen
- 1928 – Spionen (ej krediterad)
- 1929 – Månraketen
- 1930 – Dolly gör karriär
- 1930 – Wien, du Stadt der Lieder
- 1931 – Kyritz - Pyritz
- 1932 – Jag vill gifta mig
- 1959 – Jag och min ko (ej krediterad)